# Lar (gibbon)
Lar (Hylobates lar) är en art i primatfamiljen gibboner. Den finns ofta i djurparker,  och kallas också vanlig gibbon eller vithandad gibbon.

## Kännetecken
Djuret har en smal kropp och liksom andra gibboner långa armar, medan svansen saknas helt. Kroppslängden ligger mellan 45 och 50 centimeter och vikten ligger i genomsnitt vid 5,7 kilogram (hannar) respektive 5,3 kilogram (honor). I motsats till de flesta andra gibbonerna är pälsens färg mycket variabel. Bredvid svarta och mörkbruna individer finns ljusgråa och sandfärgade exemplar. Vanligen är individer i nordliga delar av utbredningsområdet mörkare. Händer och fötter är vita på ovansidan liksom en ring kring ansiktet. Hannar och honor kan inte åtskiljas med hjälp av pälsfärgen, även angående storleken är de nästan lika.

## Utbredning
Laren trivs i regnskogar på Malackahalvön, norra Sumatra och i Thailand. Arten når även angränsande områden av Myanmar, Kina (men se nedan) och Laos. Förutom regnskogar besöker den andra städsegröna skogar och lövfällande skogar. Lar lever främst i låglandet upp till 1000 meter över havet och den når sällan en höjd av 1500 meter.

## Ekologi
Arten är aktiv på dagen. Den håller ihop i familjegrupper och livnär sig främst på köttiga, mogna frukter. Som andra gibboner tar den sig elegant fram bland träden med sina långa armar i hastigheter upp till 50 km/h med sin speciella förflyttningsteknik – armgång (engelska: brachiation). Ibland går de på sina bakre extremiteter över grenar med händerna ovanför huvudet för att hålla balansen. På marken vistas de sällan. Hannar och honor bildar monogama par som ofta håller hela livet. Varje par har ett revir som markeras genom att sjunga i duett. Paret bildar tillsammans med sina ungar en liten flock. I några fall byter en vuxen individ partner, och flockar utan föräldrapar har likaså dokumenterats. Allmänt har flockar i norra delen av utbredningsområdet fler medlemmar. Det genomsnittliga antalet individer i flocken varierar mellan 3,3 och 4,9. På södra Malackahalvön är gruppens territorium vanligen 44 till 54 hektar stort; i centrala Thailand lever flocken i ett cirka 16 hektar stort revir.
Denna gibbon äter främst frukter som kompletteras med blad, blommor, unga växtskott och insekter. I motsats till markattartade apor och bladapor spottas frukternas frön inte ut. Flera frön blir kvar efter ämnesomsättningen och de lämnas med avföring på en annan plats, vilket är viktigt för växternas fröspridning.
Könsmognaden infaller för honor efter 8 till 10 år samt för hannar efter 8 till 12 år. Individerna kan fortplanta sig med 3 till 5 år mellanrum. Några honor kan bli snabbare brunstiga när de förlorar en unge.
Denna gibbon har inga fasta parningstider. Dräktigheten varar i ungefär sju eller åtta månader, sedan föds vanligen en unge. Ungen diar cirka 18 månader, men stannar i familjegruppen ungefär åtta till nio år tills den blir könsmogen. Fadern och äldre syskon kan hjälpa till vid ungens fostran, men i huvudsak sköts den av modern. I naturen når individerna en ålder av 25 till 30 år.

## Hot
Arten hotas på flera olika sätt. Dels dödas individer för köttets skull och ofta dödas vuxna exemplar när ett ungdjur ska göras till sällskapsdjur. Det största hotet är däremot förstöringen av levnadsområdet genom skogsskövling. I utbredningsområdet inrättades olika nationalparker och skyddszoner men övervakningen är inte särskild noga. IUCN listar arten som starkt hotad (EN). Enligt en undersökning av universitetet i Zürich är populationen i Kina utdöd.
Lar är skyddad enligt lag i alla stater där den förekommer och arten listas i appendix I av CITES.